# 2-es busz (Várpalota)
A várpalotai 2-es jelzésű autóbusz a Szabadság tér - Kismező utca - Szabadság tér útvonalon közlekedik, körjáratként. A vonalat a Thury-Busz üzemelteti.

## Közlekedése
Csak tanítási napokon közlekedik, egy járat, 7 óra 20 perckor.

## Útvonala
| Szabadság tér → Kismező utca → Szabadság tér |
| --- |
| Szabadság tér – Szent István út – Jókai Mór utca – Árpád utca – Csernyei utca – Viola utca – Vörösmarty utca – Kismező utca – Ney Dávid utca – Rózsakút utca – Liliom utca – Rákóczi utca – Újlaky út – Szabadság tér |

## Megállóhelyei
| 0  | Szabadság tér      | 3, 4, 14     | Thury Vár, Nagyboldogasszony templom, Városháza, Trianon Múzeum, Nepomuki Szent János Római Katolikus Általános Iskola |
| 2  | Tájház             |              | Tájház, Megyeháza |
| 4  | Csernyei utca 21.  |              | |
| 5  | Viola utca         |              | |
| 6  | Kismező utca 1.    |              | |
| 7  | Kismező utca 11.   |              | |
| 8  | Ney Dávid utca 27. |              | Zsidó temető |
| 11 | Rákóczi utca 2.    | 1, 1Y, 4, 14 | Thury Vár, Várkerti Általános Iskola, Evangélikus templom                                                              |
| 13 | Szabadság tér      | 3, 4, 14     | Thury Vár, Nagyboldogasszony templom, Városháza, Trianon Múzeum, Nepomuki Szent János Római Katolikus Általános Iskola |